# Joseph Stanton Jr.
'Joseph Stanton Jr. (ur. 19 lipca 1739, zm. w 1807) – amerykański wojskowy i polityk. W latach 1790–1793 reprezentował stan Rhode Island w Senacie Stanów Zjednoczonych. Później, w latach 1801–1807 był przedstawicielem tego stanu w Izbie Reprezentantów Stanów Zjednoczonych.